# Джалатури
Джалатури — село в Хунзахском районе республики Дагестан. Входит в состав сельского поселения «Сельсовет Амиштинский».

## География
Село расположено на Хунзахском плато.

## Население
| 1888 | 1895 | 1926 | 1939 | 1970 | 1989 | 2002 |
| ---- | ---- | ---- | ---- | ---- | ---- | ---- |
| 169  | ↗190 | ↘160 | ↗201 | ↘102 | ↘79  | ↗105 |
| 2010 | 2021 |      |      |      |      |      |
| ↘81  | ↗95  |      |      |      |      |      |